# Pintura de Rusia

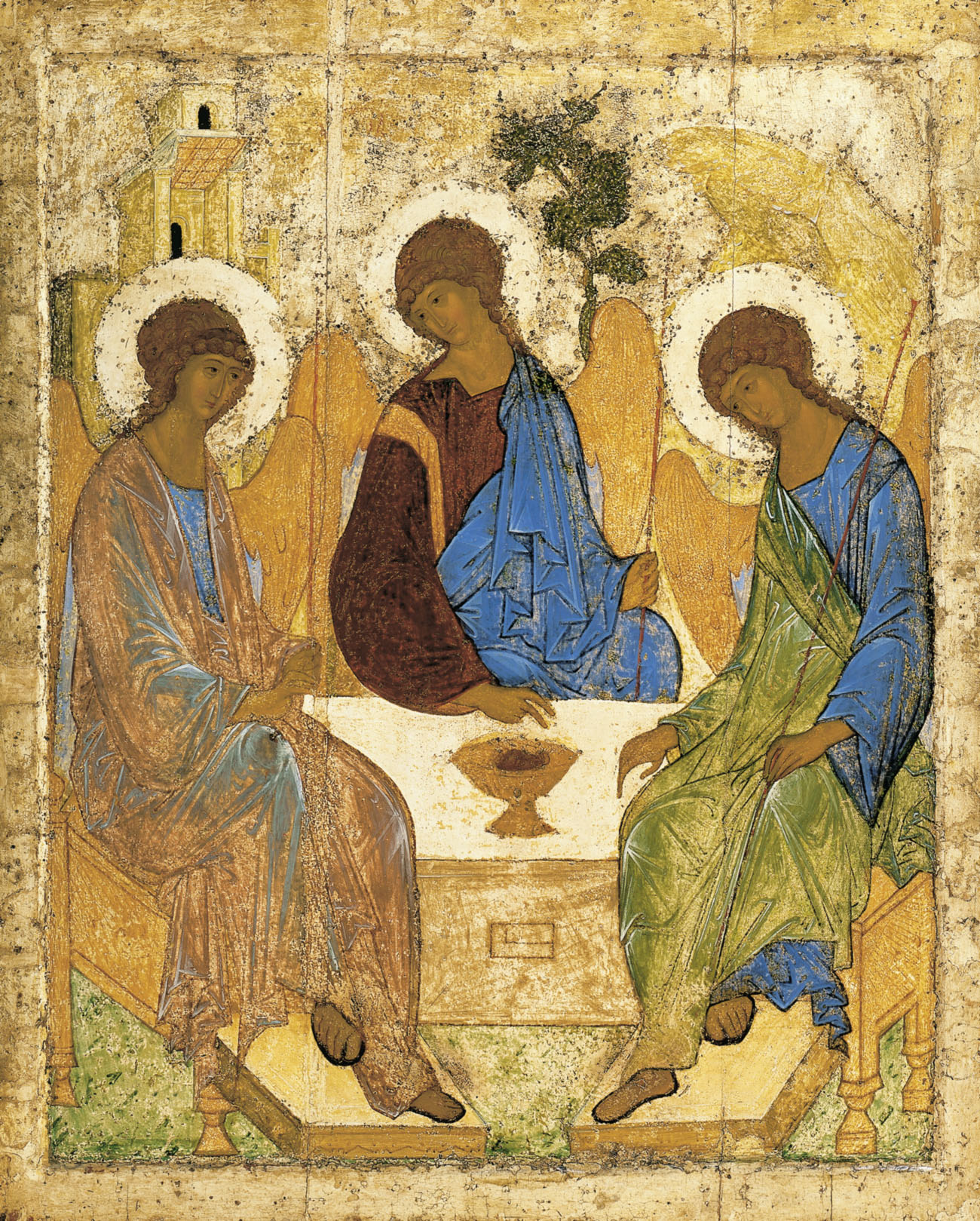
Andréi Rubliov: Trinidad. Galería Tretiakov.

La pintura de Rusia tiene una historia que se puede dividir en cinco fases esenciales.
Dado que no han llegado a nuestros días ejemplos de tradición pictórica entre los pueblos eslavos precristianos, la historia de la pintura rusa comienza con la cristianización del Jaganato de Rus, ocurrida en torno al 860, cuando el intercambio cultural con el Imperio bizantino llevó allí la tradición de la pintura de iconos. Hasta el siglo XVIII el género predominante fue la pintura religiosa. La occidentalización del país por Pedro el Grande, creó, en menos de medio siglo, una escuela de pintura enteramente nueva, de carácter profano, relacionada con los finales del Barroco que se desarrollaba en el resto de Europa. La pintura rusa se integró en la evolución general del arte europeo, asimilando nuevas tendencias. A mediados del siglo XIX surgió una nueva escuela nacional. La pintura rusa contribuyó de manera trascendente al arte de Occidente con ocasión de las vanguardias de principios del siglo XX, cuando pintores como Kandinski o Malévich fueron los precursores de la pintura abstracta. Cerca de una década después de la Revolución de 1917, las vanguardias quedaron proscritas y los pintores fueron obligados por el Estado a seguir una estética figurativa populista, originando el estilo conocido como Realismo socialista, que sólo perdió fuerza cuando comenzó a liberalizarse el régimen político a finales del siglo XX. Un grupo de artistas underground comenzaron a contestar las fórmulas de arte oficial e introdujeron conceptos contemporáneos en la pintura rusa, diversificando sus horizontes y abriendo el arte local al mundo.

## Edad Media
De la Edad Media quedan frescos, miniaturas y, sobre todo, iconos. Existe una fuerte influencia bizantina en el arte de esta época. A veces se transmite directamente por medio de artistas de origen griego como Máximo y, sobre todo, Teófano o Teófanos el Griego (siglo XIV), pintor de frescos e iconos. 

### Iconos
La tradición de la pintura de iconos en Rusia fue importada del Imperio bizantino, que dotó al estado recién cristianizado con los materiales necesarios para la liturgia, incluyendo las representaciones religiosas de santos y mártires de la religión. 

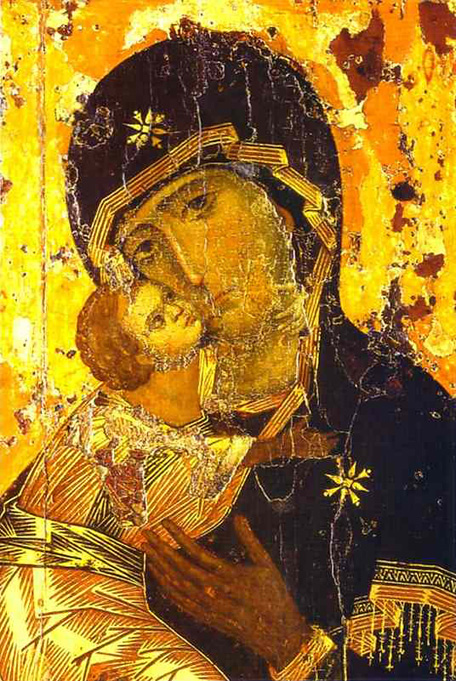
Anónimo: Virgen de Vladímir, h. 1125.

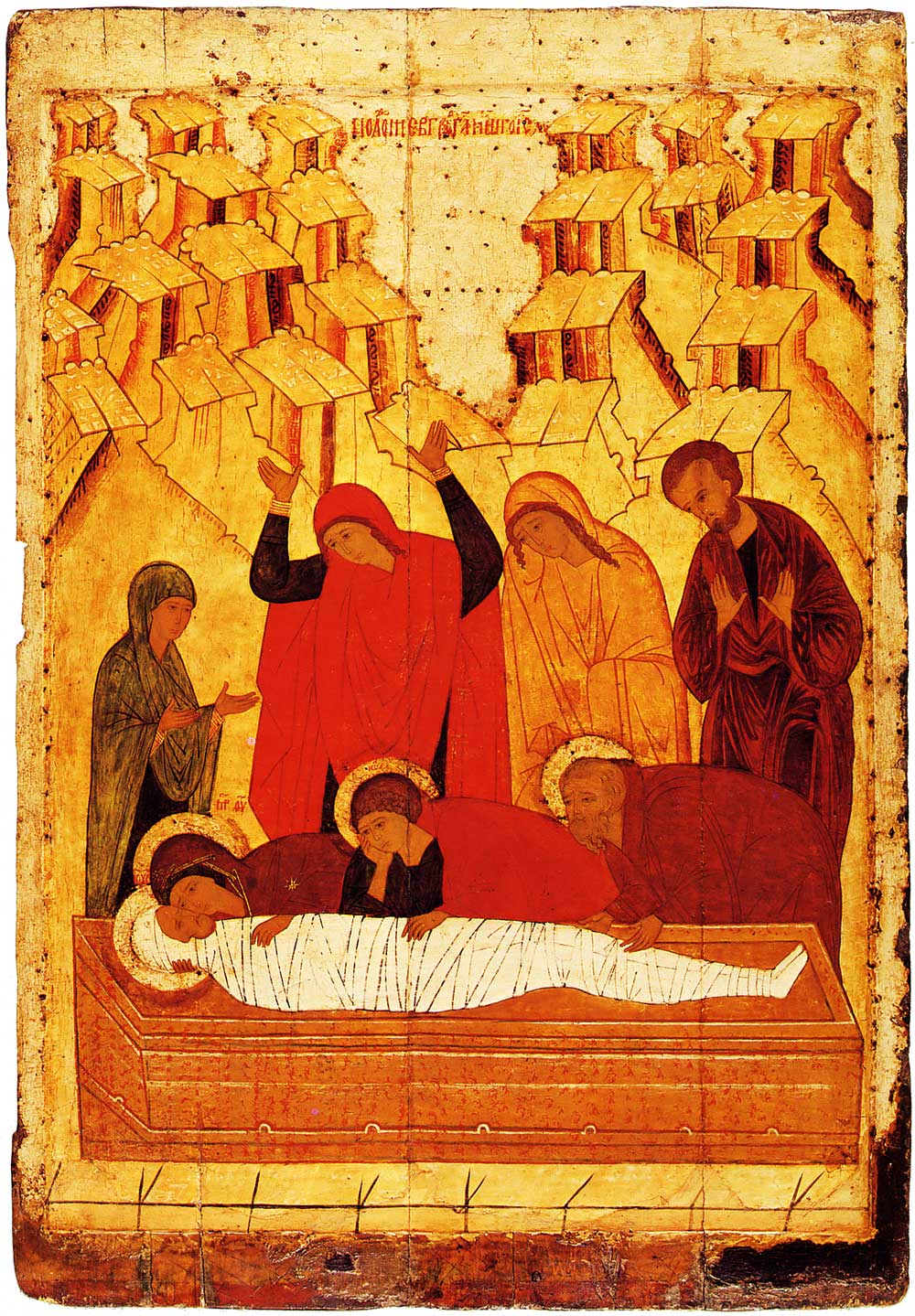
Escuela de Nóvgorod: La deposición en el sepulcro, finales del.

Surgen las primeras escuelas nacionales en torno a la elaboración de iconos. El centro de cultura de entonces era Kiev, hoy perteneciente a Ucrania, y posiblemente los primeros pintores activos en esta ciudad fueran griegos o eslavos bizantinizados, que sirvieron de maestros para la formación de una escuela local de pintura. La primera producción de la que se llamó escuela de Kiev seguía estrechamente el estilo bizantino, pero luego pasó a tener características propias, evidentes en la selección de los colores y en la dimensión de las imágenes, así como en la expresividad de las figuras, de las cuales el Cristo Pantocrator, uno de los modelos formales más importantes de esta época, fue presentado con un aspecto más benevolente y humano que en el patrón original. Obra maestra de la iconografía rusa es la Virgen de Vladímir, conservada en Moscú. Representa a la la Virgen María con el Niño Jesús que, aun siendo de origen bizantino (fue regalada al gran duque Yuri Dolgoruki de Kiev en torno al año 1131 por el Patriarca griego Lucas Chrysoberges), luego se volvió modelo para incontables copias y variaciones, definiendo una de las tipologías más populares de toda la iconografía sacra rusa y siendo hasta hoy una de las imágenes más veneradas en todo el país. En 1240 Kiev fue tomada y completamente incendiada por los mongoles, y la actividad artística principal se trasladó a Nóvgorod.
La escuela de Nóvgorod, activa ya en el siglo XI vivió su mejor época entre el siglo XII y el XIV. Ajena a la ocupación mongola, se convirtió en el principal centro artístico del país antes de ser suplantada por Moscú. Su primera fase prefirió iconos en frescos, de los cuales los ejemplos más antiguos están en la Iglesia del Salvador en Nereditsa y en la Iglesia de San Jorge en Stáraya Ládoga. La escuela de Nóvgorod se distingue por la intensidad de los colores, aplicados sin mezcla o gradaciones de tonos, un sombreado mínimo, el dibujo enérgico y preciso, y una preferencia por la composición clara con una simbología simple y fácilmente legible por el pueblo. En el siglo XIII cambia el estilo: los colores se suavizan, la composición gana en dinamismo y espontaneidad y predomina más el aspecto gráfico que lo pictórico. A diferencia de Kiev, más bizantina, la escuela de Nóvgorod asimila elementos del arte folclórico local, el aspecto de sus figuras es menos hierático y más humanizado, parecidas a la gente rusa. Su mirar fijo y penetrante establecía un contacto directo con el espectador, logrando una expresión más soñadora, indirecta e introspectiva. 
En el siglo XII también se formaron otras escuelas regionales en Vladímir, Súzdal, Yaroslavl y Pskov (abadía de Mirozhski, ligadas a la tradición bizantina. En el siglo XIII la invasión mongola devastó Rusia y rompió sus lazos históricos con Bizancio, arruinando muchos de los centros productores de iconos, salvo Nóvgorod y Pskov, donde continuó viva la tradición de pintura de iconos. Menos sofisticada que Nóvgorod, considerada su «hermana mayor», la escuela de Pskov se distinguió por la iconografía formalista y arcaizante, por la intensa expresión emocional de sus figuras y por el uso de tonalidades de color diferenciadas, en especial por lo que se refiere al verde, al naranja y el rojo.
La escuela de Moscú se vio impulsada, junto con otros maestros locales, por Teófano el Griego (h. 1330-h.1410), formado en Constantinopla. Los orígenes de esta escuela se ven oscurecidos por la casi completa inexistencia de ejemplos primitivos, pero se sabe que surgió aproximadamente junto con Nóvgorod y que cuando Teófano llegó ya había una significativa actividad artística. Él, junto con el notable Andréi Rubliov, aunque poseían estilos muy diversos, llevaron esta escuela a su primer florecimiento importante en el siglo XV, en la época en que la influencia de Moscú crecía, tras la expulsión de los mongoles, y se convertía en el centro de la ortodoxia religiosa. Rubliov, nacido hacia el año 1360 y muerto en Moscú h. 1430, es un artista de cuya vida poco se sabe. Se formó en Moscú con Projor de Gorodets y Teófanes el Griego. Vivió como monje en el monasterio de San Sergio. De su obra destaca el icono de la Trinidad (actualmente en la Galería Tretiakov de Moscú). Fechado en torno al año 1430, se considera que es el más importante icono bizantino de la escuela rusa. Representa a la Trinidad a través de la escena bíblica llamada «visión de Mambré»: tres ángeles se aparecen al patriarca Abraham. Se caracteriza por el aire melancólico, de intensa espiritualidad. El ángel del centro, con túnica roja, se cree que representa a Cristo con un árbol al fondo. El de la izquierda sería Dios Padre y el de la derecha, el Espíritu Santo. La perspectiva es típica del tipo bizantino, es decir, inversa, abriéndose las líneas conforme se alejan de los ojos del espectador. 
A estos artistas de la escuela de Moscú se debe la definición del iconostasio: una pared cubierta de iconos que se elevó hasta el punto de ocultar completamente el altar, aislándolo de la congregación. Es una alteración significativa respecto al modelo de altar bizantino, y fue introducida en las obras que realizaron en la Catedral Blagoveshchenski de Moscú en torno a 1405.
La expulsión de los mongoles posibilitó que la tradición de los iconos resurgiese o se iniciase en otras ciudades, como Tver, Suzdal, Rostov o la lejana Kargopol. Entre esos centros menores merece destacarse la escuela de Tver, que se diferenció por el uso de tonos exóticos de azul y turquesa en una paleta más clara.
La pintura de iconos se mantuvo durante toda la Edad Moderna, tomando como referencia estética los caracteres de la pintura bizantina clásica, que se impone a las influencias italianas. A principios del siglo XVI destacó como iconógrafo en Moscú Dionisio o Dionisios (h. 1440-1510). El abad de Volotsk le escribió una carta defendiendo los iconos que se hizo famosa: «Carta a un iconógrafo». A Dionisio y sus discípulos se deben los frescos de la Catedral de la Dormición del Kremlin, además de retratos del zar. 

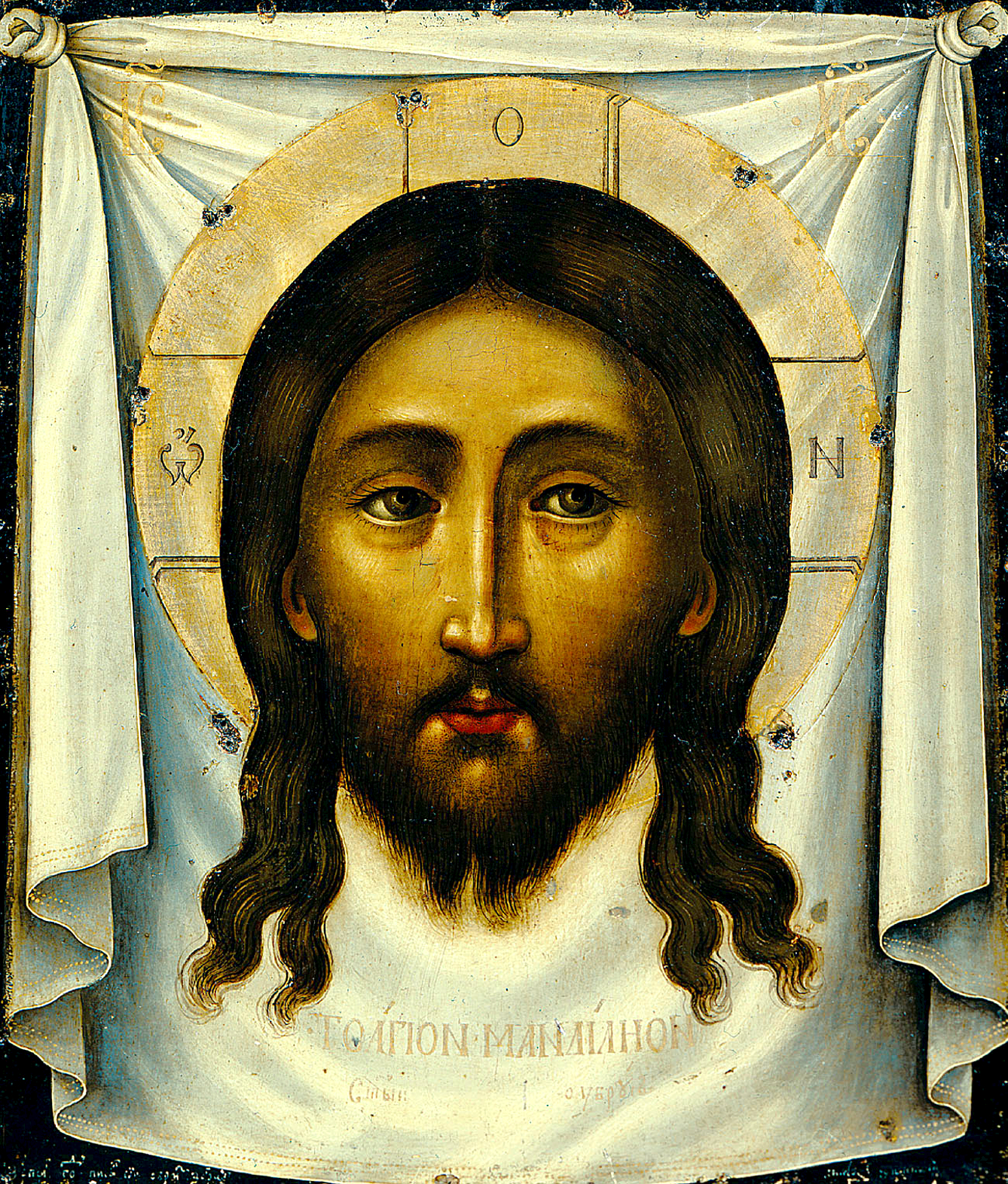
Ushakov: Cristo Aqueiropoyetos, h. 1660.

En el siglo siguiente destacó Simon Ushakov (1626-1686) primer grabador ruso, que trabajó en Moscú, creando un estilo nuevo junto con Vladímirov, en el que se conserva la tradición y la aúna con las novedades de la pintura occidental. Dionisio y Ushakov renovaron el concepto de espacio pictórico, prestaron atención a sutilezas cromáticas y enfatizaron el misticismo en su arte, en detrimento del aspecto dramático. La influencia de la pintura occidental se nota en el uso, especialmente visible en algunas de las obras de Ushakov, de un discreto claroscuro para acentuar la ilusión de tridimensionalidad. Otro elemento distintivo es la aparición del retrato profano, conocido con el nombre de parsuna, también influido por Occidente pero regido por las convenciones de la pintura religiosa.
A pesar de estas innovaciones, el arte de iconos fue decayendo en los siglos XVII y XVIII. Cada vez son más realistas y narrativos; la orfebrería decorativa, elemento secundario de los iconos, cobra cada vez más protagonismo, ocupando mayor superficie pictórica. Se pierde contenido místico en favor de lo decorativo. Se prefiere la miniatura, una diversificación de los temas sacros debido a la influencia del florecimiento literario del país, y aparece en la misma ciudad de Moscú la escuela Stróganov. 

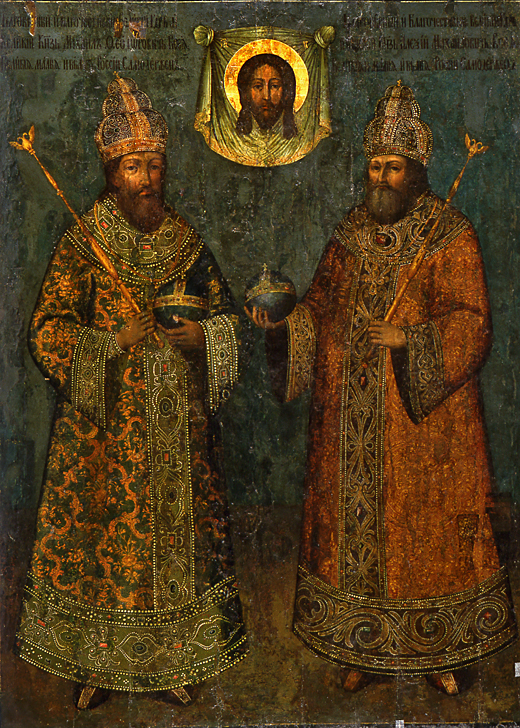
Fiódor Zubov: El zar Miguel I y su hijo el zar Alejo, «parsuna», del.

Esta escuela prefirió la miniatura, por sus colores y el gran refinamiento y detalle en las imágenes. Dentro de sus maestros estuvieron Prokopii Chirin, Nikifor e Istoma Savin. La escuela Strogánov, cuyo nombre deriva de la rica familia Stróganov, que la patrocinaba, influyó hasta finales del siglo XVII, cuando el arte profano apoyado por el Estado y la nobleza se convirtió en el centro de nuevas tendencias pictóricas.
Entre las últimas escuelas regionales de iconos estaba la que floreció en torno al Monasterio de la Trinidad y de San Sergio, en Jolui, que inició sus actividades en el siglo XVII y rápidamente ganó mucho prestigio en el norte del país. En 1882 su producción fue organizada por la Hermandad Alejandro Nevski. Iniciaron una gran producción de iconos y frescos en las principales ciudades, de la más alta calidad. Cuando se implantó en Rusia el comunismo, dentro del marco más amplio de la persecución religiosa, se cerró la escuela de Jolui. No obstante, su refinada técnica no se perdió y la escuela de Jolui fue reabierta en 1943, dirigida entonces por un graduado en la Academia de Leningrado, U. A. Kukuliev. Se transformó en una oficina de artes aplicadas, centrada en la producción de miniaturas laqueadas. La rehabilitación de la Iglesia Ortodoxa en Rusia posibilitó el renacimiento de la pintura de iconos, practicándose en la propia Jolui y otros centros como Palej.
Las más completas colecciones de iconos rusos se encuentran en la Galería Tretiakov de Moscú y en el Museo Pushkin de Moscú.

### Miniaturas

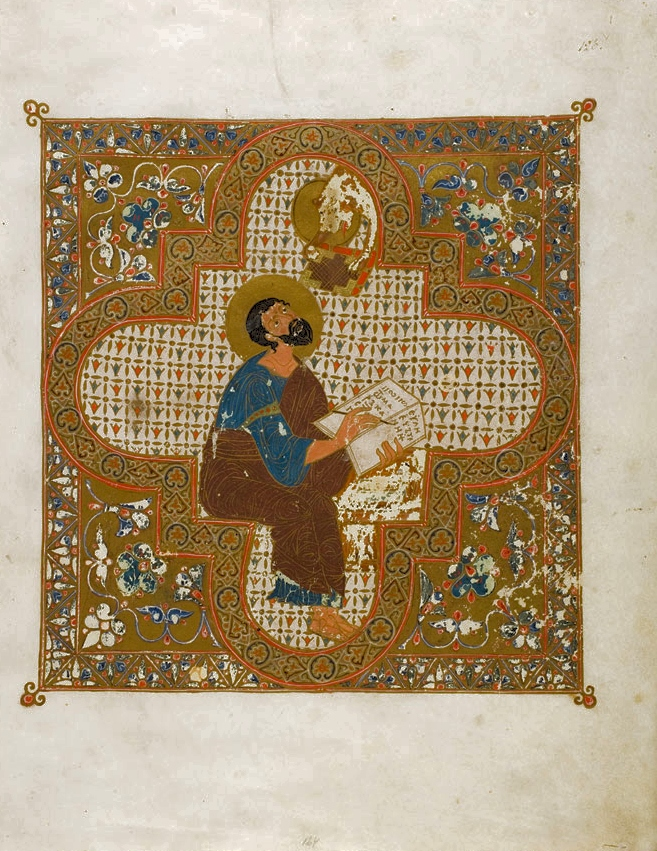
San Marcos, en el Evangeliario de Ostromir, h. 1056.

En la Edad Media se pintaron frescos y también miniaturas. En las de carácter popular, como el Psalterio de Kludov (Moscú) abundan las representaciones marginales; en las aristocráticas las miniaturas ocupan toda la página. La tradición de los manuscritos iluminados se inició en Kiev y se desarrolló en paralelo a la pintura de iconos, con la que tiene puntos estilísticos en común. A pesar de depender en gran medida del arte bizantino, están presentes también influencias anglo-normandas, carolingias y otonianas, que llegan a Rusia a través de las rutas comerciales medievales entre Rusia y el resto de Europa. El ejemplo sagrado más antiguo que se conserva es el Evangeliario de Ostromir, compuesto en torno al año 1056 por el diácono Gregor y su taller, para el patrono Ostromir de Nóvgorod. En sus páginas como ilustraciones se percibe claramente la influencia de modelos bizantinos, que demuestra el elevado nivel que la cultura local había alcanzado por entonces, apenas setenta años después de la introducción de la escritura en la región.
Otras obras medievales importantes son la Miscelánea de Sviatoslav, del siglo XII, el Evangeliario Siiski, de 1339, con diversas escenas en un estilo elegante, el Evangeliario Fiódorovski, de 1327, o el Psalterio de Kiev, de 1397, con trescientas tres miniaturas que tratan temas variados, sacros y profanos, animales y vegetales, y el Evangeliario de Nóvgorod, de 1575, con figuras de los evangelistas e iniciales decoradas.
Pero existen igualmente miniaturas de gran importancia sobre textos profanos, como la gran Crónica Radzivill, la más antigua y una de las más preciosas en su género, una narrativa ricamente decorada que narra la historia de Rusia entre los siglos V y XIII, producida en el siglo XV. También posee bellas ilustraciones la crónica Licevoy svod, de 1480, con escenas de batalla.
A diferencia de lo ocurrido en Europa Occidental, la tradición de manuscritos iluminados se prolongó en Rusia durante la Edad Moderna. Así, cabe citar el manuscrito de La leyenda de la derrota de Mamai, del siglo XVII, un romance histórico, y el Libro de los títulos de los Zares, de 1672, con una serie de retratos regios y decoraciones realizados por artistas del Kremlin en el siglo XVII. La tradición de miniaturas comenzó a decaer a finales del siglo XVII con su sustitución por libros impresos, aunque puedan encontrarse ejemplares aislados aún en el siglo XIX.

## La occidentalización de Rusia

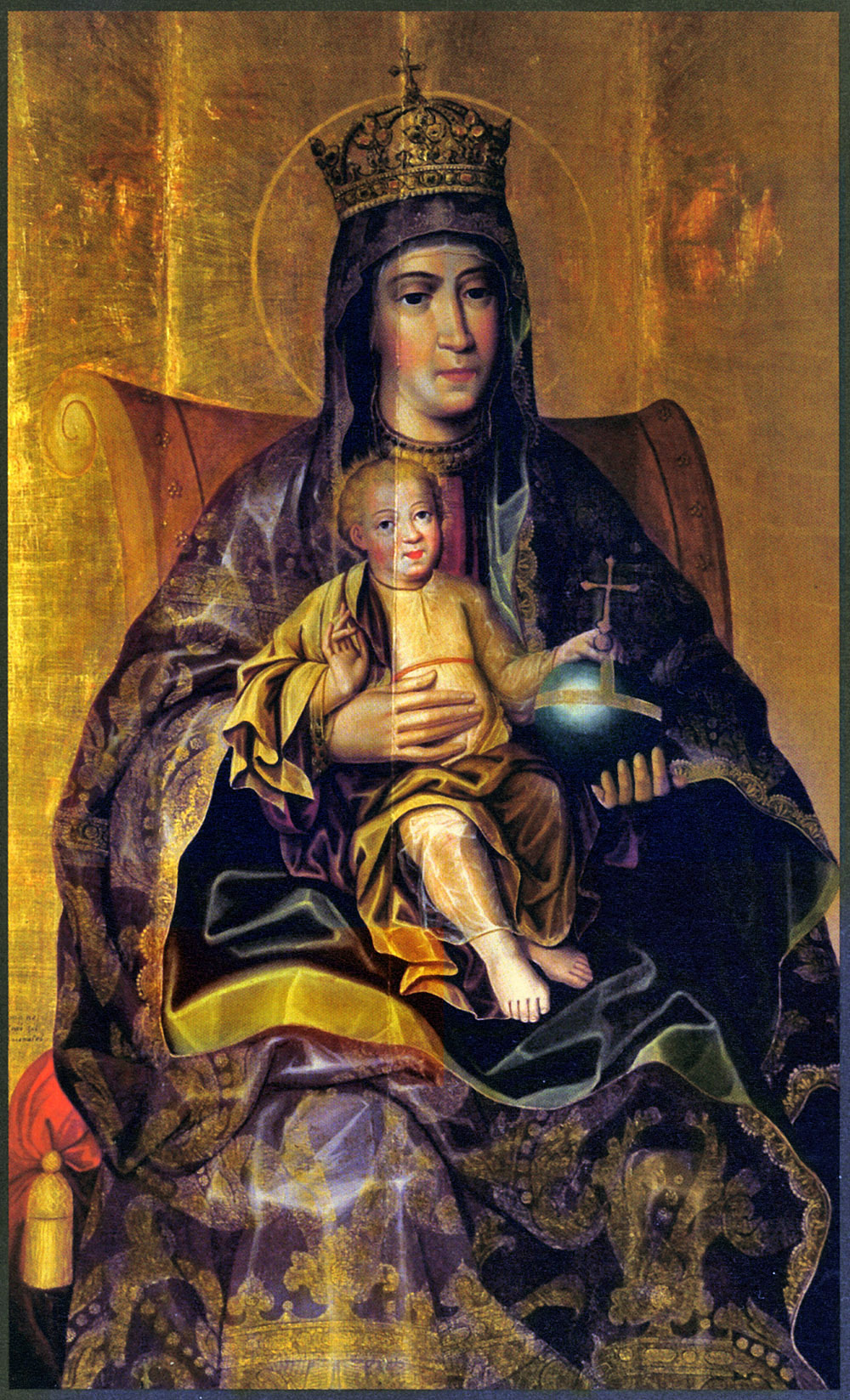
Karp Zolotariov: Theotokos, finales del. Museo Andréi Rubliov.

Se produjo un cambio radical en el arte ruso con la subida al trono de Pedro el Grande. En su proyecto de modernizar el país y equipararlo culturalmente a las grandes naciones europeas, las artes tuvieron un especial relieve como forma de ilustrar los avances de la civilización. Atrajo a Rusia a artistas extranjeros y envió a jóvenes rusos con talento para que estudiasen en Italia, Francia, Inglaterra y los Países Bajos. Entre los artistas extranjeros que viajaron a Rusia en el siglo XVIII estuvieron Jean-Baptiste Perronneau, Jean-Baptiste Le Prince, Stefano Torelli, Heinrich Buchholz, Johann Baptist von Lampi, el Viejo, Pietro Rotari, Jean-Louis Voille, Louis Caravaque y Élisabeth Vigée-Le Brun, quien después del arresto de la familia real francesa durante la Revolución huyó del país con su hija menor Julie. En Rusia, le fue muy útil su experiencia tratando con clientela aristocrática. Fue recibida por la nobleza y pintó a numerosos miembros de la familia de Catalina la Grande. Estando allí, Vigée-Le Brun fue nombrada miembro de la Academia de Bellas Artes de San Petersburgo. Para consternación de Vigée-Le Brun, Julie se casó con un noble ruso.
Ya antes existía alguna tímida influencia de Occidente, como se ve en los parsuna y en autores sacros como Karp Zolotariov, que mezcló de forma original la escuela barroca italo-neerlandesa con la tradición ruso-bizantina. Pero el impacto occidental en el reinado de Pedro no tuvo precedentes; se adoptó la estética barroca en la pintura, ahora casi toda ella dedicada a los temas profanos, sin sombra alguna de arcaísmo bizantino pero también con unos pocos rasgos de identidad propia. Los artistas rusos formados en el exterior comprendieron perfectamente los principios técnicos y estilísticos en la pintura occidental.
El primer pintor educado totalmente fuera de Rusia fue Andréi Matvéyev, que estudió en Flandes y en los Países Bajos durante once años. Cuando regresó a Rusia, se convirtió en una de las figuras destacadas en la renovación de la pintura rusa. Iván Nikitin estudió con Tommaso Redi en Florencia, y Alekséi Antrópov con Louis Caravaque. Nikitin y Antrópov ilustran la transición entre la tradición de los parsuna y el retratismo típicamente occidental.

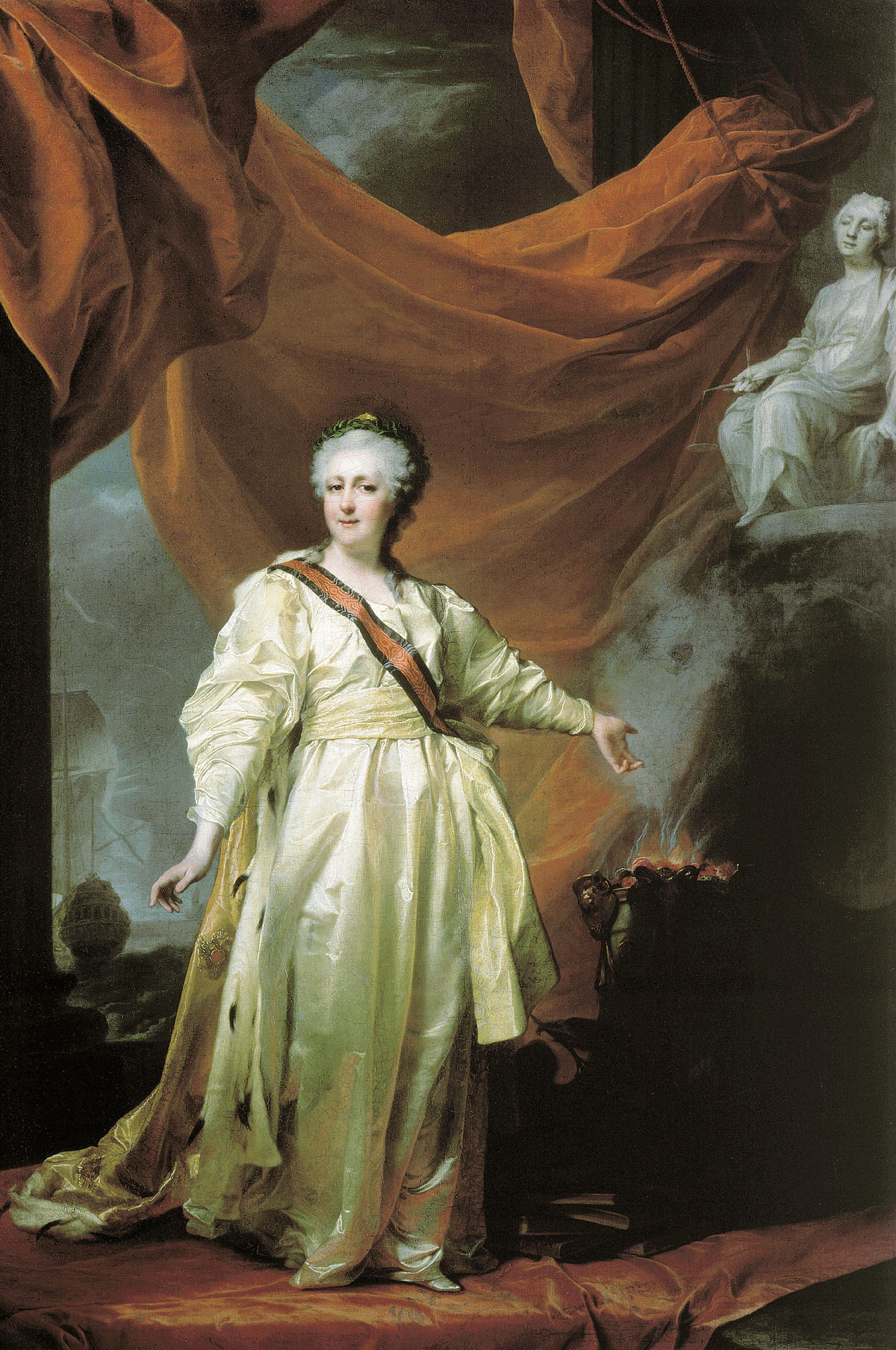
Levitski: Retrato de Catalina II como legisladora, 1783.

La occidentalización se acentúa en los reinados posteriores. Catalina II (reinó 1762-1796), que era una francófila, amante de las artes y ávida coleccionista, estimuló la pintura creando el Museo del Hermitage y otros. Se pasó del Barroco al Rococó, y aparecen signos de la ilustración neoclásica. La pintura occidentalizada se integró desde entonces plenamente en la cultura de las élites. En particular, el retrato elogia a la nobleza, a la que representa a través de posturas y decoraciones típicas. Entre los retratistas rusas destacaron Fiódor Rokotov (1736-1808), Dmitri Levitski (1735-1822) y Vladímir Borovikovski (1757-1825); demostraron originalidad en relación con sus modelos extranjeros y evidenciaron un altísimo grado de calidad a que llega en relativamente poco tiempo la pintura rusa de tradición occidental. Levitski, concretamente, destacó como retratista de Catalina II, aunque murió en la pobreza. También se desarrolló el paisajismo, con Fiódor Alekséyev (1754-1824) y Fiódor Matvéyev (1758-1826), paisajistas pioneros en Rusia, que habían viajado por Italia. Y comienza a tener influencia el «gran estilo» de la pintura de historia. Otros pintores de la misma generación fueron: Alekséi Belski, Iván Argunov, Semión Shchedrin y Antón Losenko. 
En 1757 Se creó la Academia de Bellas Artes de San Petersburgo, que Catalina II llamó luego «Academia Imperial de las Artes». 
Este departamento del gobierno supervisaba todo el sistema artístico en Rusia, organizaba la enseñanza, distribuía premios y becas, contrataba maestros extranjeros, creaba una colección propia con obras extranjeras para ilustración de los alumnos y estimuló el Neoclasicismo. El histórico edificio de la Academia sobre el río Neva en San Petersburgo alberga hoy el Instituto Académico de San Petersburgo para la Pintura, Escultura y Arquitectura «Iliá Repin», pero aún informalmente se le conoce como la Academia de Arte de San Petersburgo.

## La nueva escuela rusa
Después de la importación casi literal de estéticas extranjeras en el siglo anterior, en el XIX los avances estilísticos e ideológicos conllevan el establecimiento de una escuela de arte genuinamente rusa. A principios de siglo la Academia Imperial tuvo su apogeo bajo la dirección de Aleksandr Strogánov. El Neoclasicismo también entró en su fase más brillante, siendo la influencia más fuerte la de Ingres, pero luego perdió su fuerza y en seguida se suceden con rapidez, y a lo largo de todo el siglo, las diversas tendencias: Romanticismo, Naturalismo, Realismo y Simbolismo.

Karl Briullov: El último día de Pompeya, 1827-1833.

El romanticismo propugna la flexibilización del canon neoclásico. Prefirió retratos intimistas de caracterización psicológica, paisajes mediterráneos idílicos que los artistas academicistas conocen al viajar por Italia o escenas históricas dramáticas. El arte, en general, se extiende a círculos más amplios, alejados de la corte. Silvestre Cedrin (1791-1830) pintó vistas de ruinas clásicas. Karl Briullov (1799-1853), profesor en la Academia, cultivó diversos géneros, pero se le conoce sobre todo por su pintura de historia, siendo muy conocida su Último día de Pompeya. Aleksandr Ivánov es conocido sobre todo por una obra religiosa a la que dedicó veinte años de su vida: Aparición de Cristo al pueblo. Otros nombres de transición del neoclasicismo al romanticismo son Maksím Vorobiov, Vasili Tropinin, Orest Kiprenski y Alekséi Venetsiánov.
La Revuelta de Pugachov de 1773-74, que buscó, sin éxito, abolir la servidumbre. Con motivo de las Guerras Napoleónicas, las clases medias, en particular los oficiales del ejército, conocieron mejor la dura realidad del pueblo, y presenciaron el heroísmo de los soldados. Estas circunstancias hicieron que la vida de las clases inferiores fuera un tema aceptable para el «gran arte». Eso sí, en principio debía presentarse de forma idealizada, diluyendo la cruda realidad de los siervos y campesinos en un bucolismo gentil. Por los mismos motivos, prolifera la escena de género que muestra escenas domésticas de la clase burguesa. La majestuosa geografía del país y los tipos humanos y costumbres típicamente locales, llamaron la atención de los artistas, de manera que el retrato y el paisaje fueron haciéndose, poco a poco, más objetivos y naturalistas. Además, surge un nuevo interés por los temas de historia de Rusia, sus batallas y figuras centrales, la vida de los antiguos boyardos, la mitología y religiosidad populares; como resultado, se crean cuadros que reconstruyen visualmente la vida nacional del pasado, pero en una interpretación romántica y medievalista.
Intelectuales de la época como Nikolái Dobroliúbov y Nikolái Chernishevski sostenían que el arte no debía apartarse de la realidad, sino explicarla y juzgarla. Los pintores consideraron entonces que el arte era algo más que la afirmación de la supremacía de la clase dominante o el retrato ameno y sin compromiso de la vida popular, y que debía usarse para educar moral y socialmente a un público más vasto. Surgió así un arte de crítica social, realista, que los pintores deseaban poder cultivar sin la dirección de la Academia. Así apareció, a mediados de siglo, un nacionalismo artístico que representa el primer momento realmente original de la pintura rusa desde la consolidación de las escuelas de iconos medievales. Esta pintura se centraba en representar al pueblo y el paisaje rusos. 

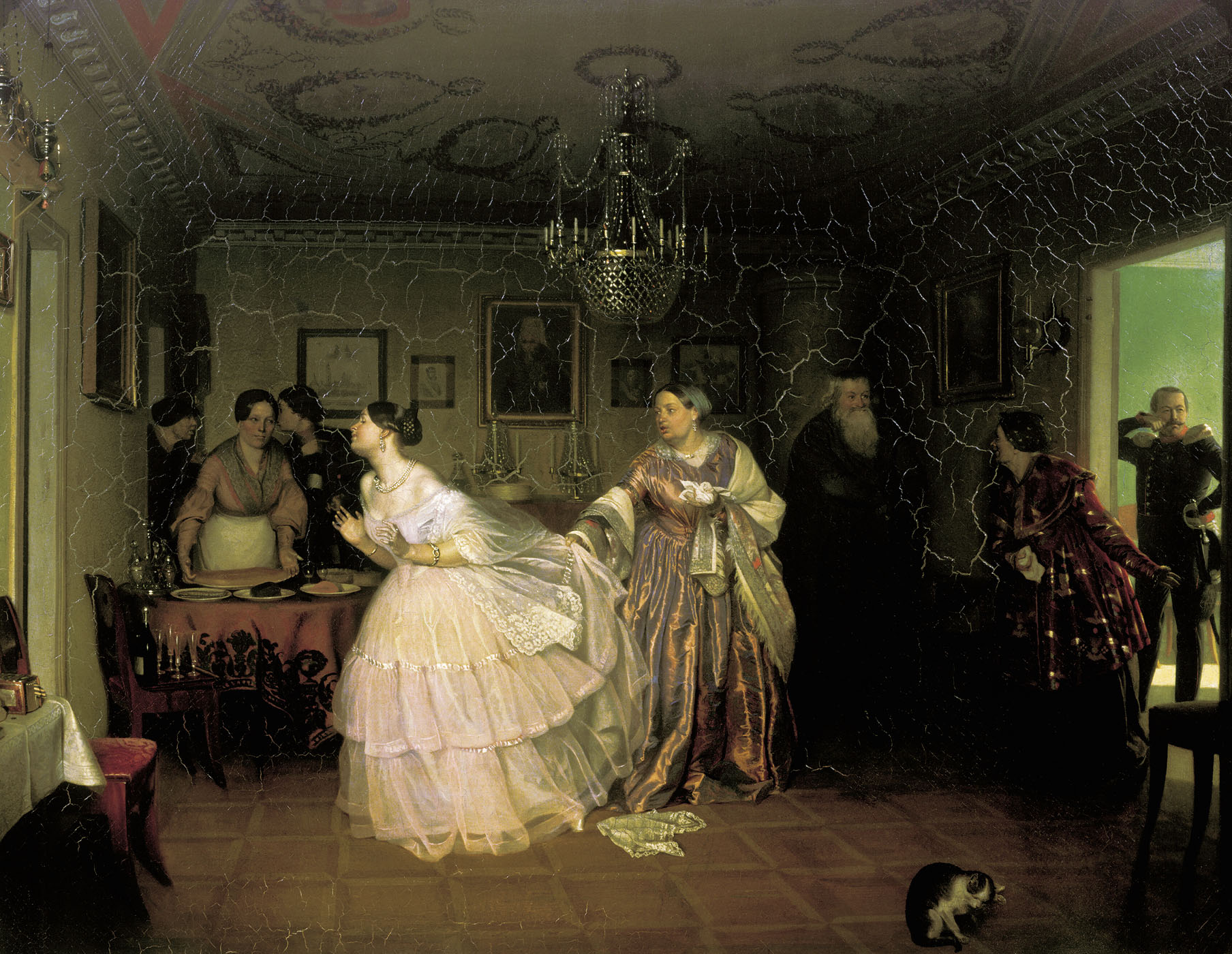
Fedótov: La petición de matrimonio, 1848.

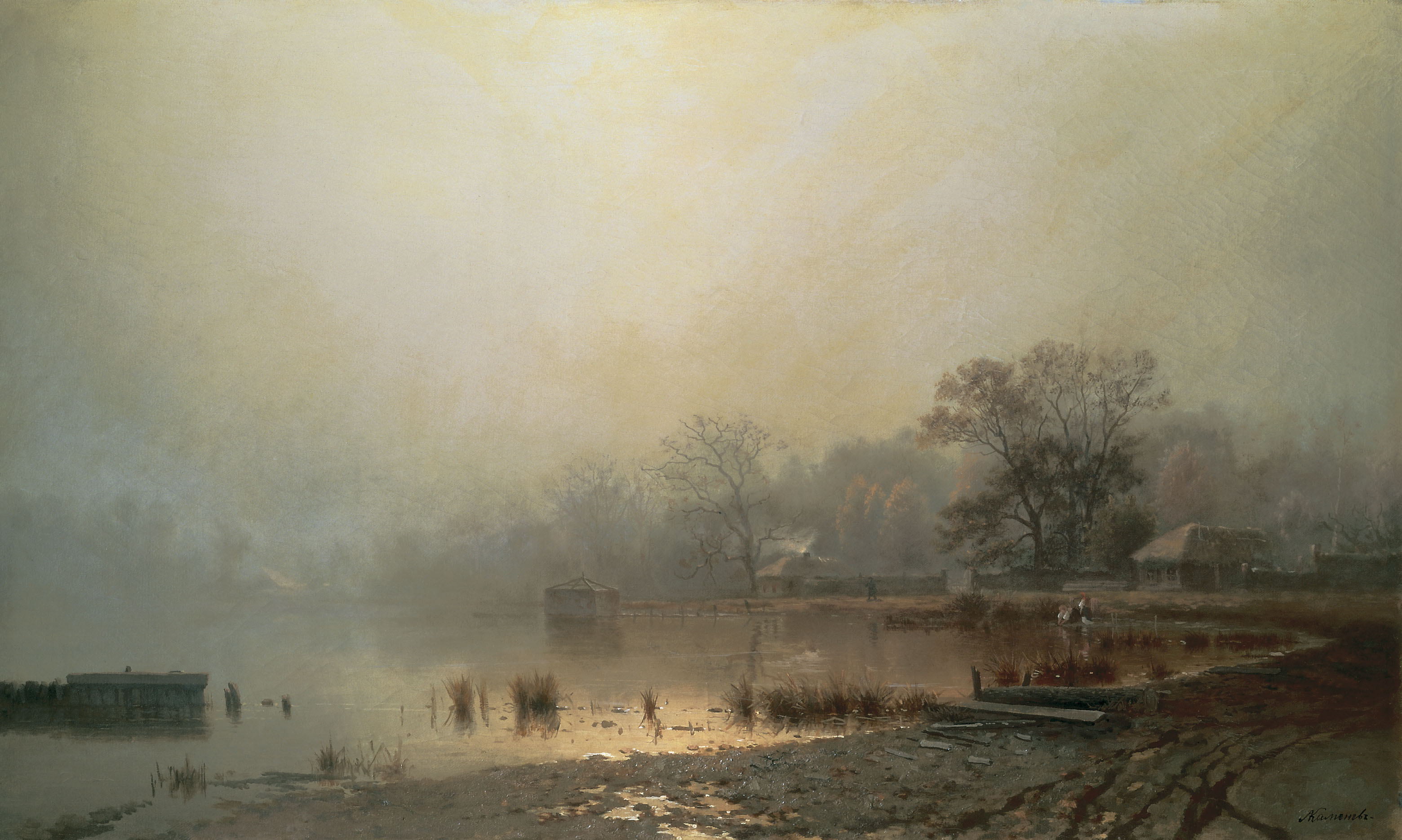
Kámenev: Niebla otoñal sobre el estanque de Krasnzj en Moscú, 1871.

De esta primera mitad de siglo destaca Pável Fedótov (1815-1852), pintor moscovita que retrata con realismo pero irónicamente la sociedad burguesa de su época en obras como La petición de matrimonio y La joven viuda. Un paisajista a medio camino entre el romanticismo y el realismo fue Lev Lvovich Kamenev (1831-1886), en cuyos cuadros destaca el estudio de la luz sobre la superficie del agua. La nueva pintura fue apoyada por el influyente crítico Vladímir Stásov. 
No obstante, la Academia Imperial seguía atada a convenciones rígidas; prefería los temas históricos y mitológicos, los paisajes italianizantes y los retratos convencionales de la nobleza. Era un arte que empezaba a estar desfasado, aunque hubo maestros de talento entre sus filas, como Aleksandr Litóvchenko. Académicos extranjeros visitantes como Franz Xaver Winterhalter y Carl Timoleon von Neff dejaron en Rusia algunas de sus mejores obras, especialmente en el campo del retrato. La Academia, dada su íntima relación con el poder constituido, no podría abrazar una causa que era en esencia populista y burguesa, aunque entre los nuevos artistas no se observe una disminución de la calidad técnica en relación con los academicistas. 
En 1863, trece artistas, liderados por Iván Kramskói (1837-1887), insatisfechos con la línea académica, crearon la llamada Peredvízhniki (Sociedad de exposiciones ambulantes), que pretendía recuperar cierta tradición pictórica rusa, en particular la pintura de iconos, pero con un tratamiento naturalista. Tuvo un enorme éxito y llegaron a un público mucho más amplio. En sus primeros veinticinco años de actividad, la Sociedad de Ambulantes atrajo la atención de los principales artistas rusos, produjo más de tres mil obras y alcanzó a un público de un millón de personas en cerca de quince ciudades. No sólo la pintura profana se vio afectada por las innovaciones de los Ambulantes. También el arte sacro de Mijaíl Vrúbel (1856-1911), Iván Kramskói y Nikolái Gue mostró la asimilación de sus principios. Vrúbel perteneció al Círculo de Abrámtsevo; fue un dibujante de gran originalidad, que se enmarca en la transición del realismo al simbolismo; trató temas inspirados por la religión ortodoxa rusa, en particular con la figura del demonio. La influencia de la Sociedad de los Ambulantes fue tanta que obligó a la propia Academia a revisar sus posiciones: aceptó la tendencia, a la que llamó realismo ideológico, y más tarde contrató a algunos de sus miembros como profesores. La Sociedad luchó por un arte nacionalista que fuese también un arma de denuncia de las injusticias sociales; fue la avanzadilla de las vanguardias del momento hasta que ella misma, conquistada ya la aceptación de sus ideales por la Academia, comenzó a hacerse más rígida, proscribiendo las experimentaciones más radicales del Modernismo. Aun así, proporcionó la base para la posterior formación del Realismo socialista.

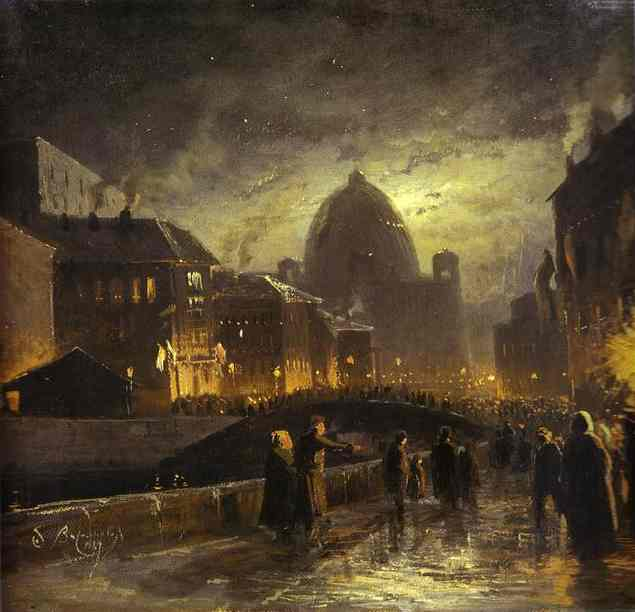
Vasíliev: Iluminaciones en San Petersburgo, 1869.

El más destacado de los Ambulantes fue Iliá Repin (1844-1930), a quien se atribuye la introducción del realismo en la pintura rusa. Se formó como pintor de iconos y luego pasó por la Academia de Bellas Artes de San Petersburgo. En sus minuciosos lienzos describió la sociedad de su época, con sus desigualdades (Los sirgadores del Volga, Procesión de Pascua en la región de Kursk), y también episodios de la historia rusa; destacó igualmente como retratista de compositores y escritores. A este grupo de los Ambulantes pertenecieron también Vladímir Makovski (1846-1920), que empezó con escenas sociales y fue adoptando temas cada vez más políticos; Fiódor Vasíliev (1850-1873), uno de los mejores realistas rusos, que realizó numerosos paisajes; Isaac Levitan (1860-1900), el paisajista más destacado de la época, influido tanto por Alekséi Savrásov (1830-1897) como por Camille Corot y que encontró en escritores como Chéjov y Tolstói a grandes defensores de su arte; Valentín Serov (1865-1911), alumno de Repin y de formación académica, cultivó tanto el paisaje como el retrato, y fue escenógrafo para los Ballets rusos de Serguéi Diáguilev. Otros miembros notables de la sociedad de los ambulantes fueron: Abram Arjípov, Nikolái Bogdánov-Belski, Mijaíl Clodt, Nikolái Kasatkin, Arjip Kuindzhi, Rafaíl Levitski, Vasíli Maksímov, Grigori Miasoyédov, Vasili Perov, Illarión Priánishnikov, Konstantín Savitski, Iván Shishkin, Vasili Súrikov, Víktor Vasnetsov y Nikolái Yaroshenko.

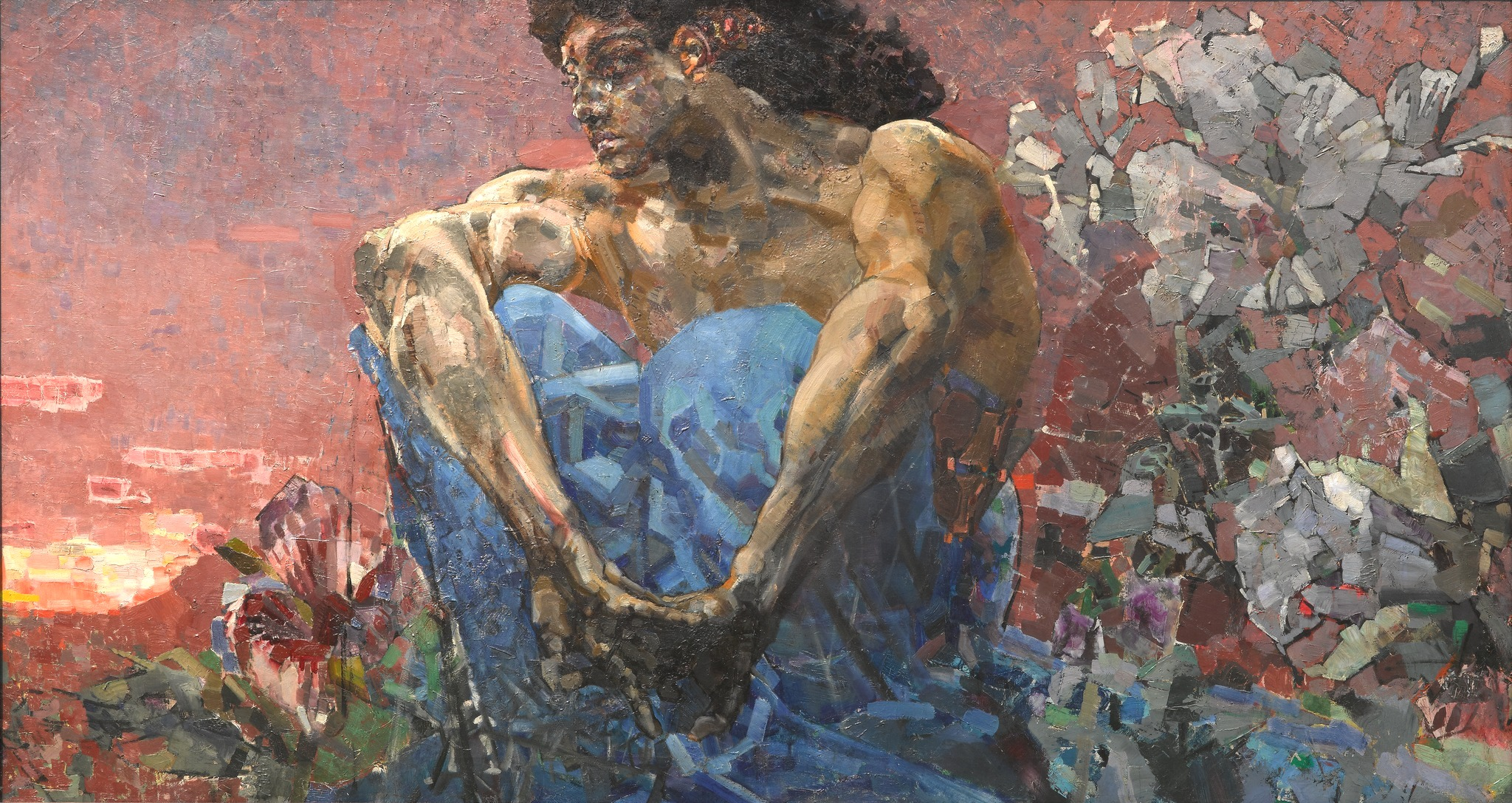
Vrúbel: El demonio sentado, 1890.

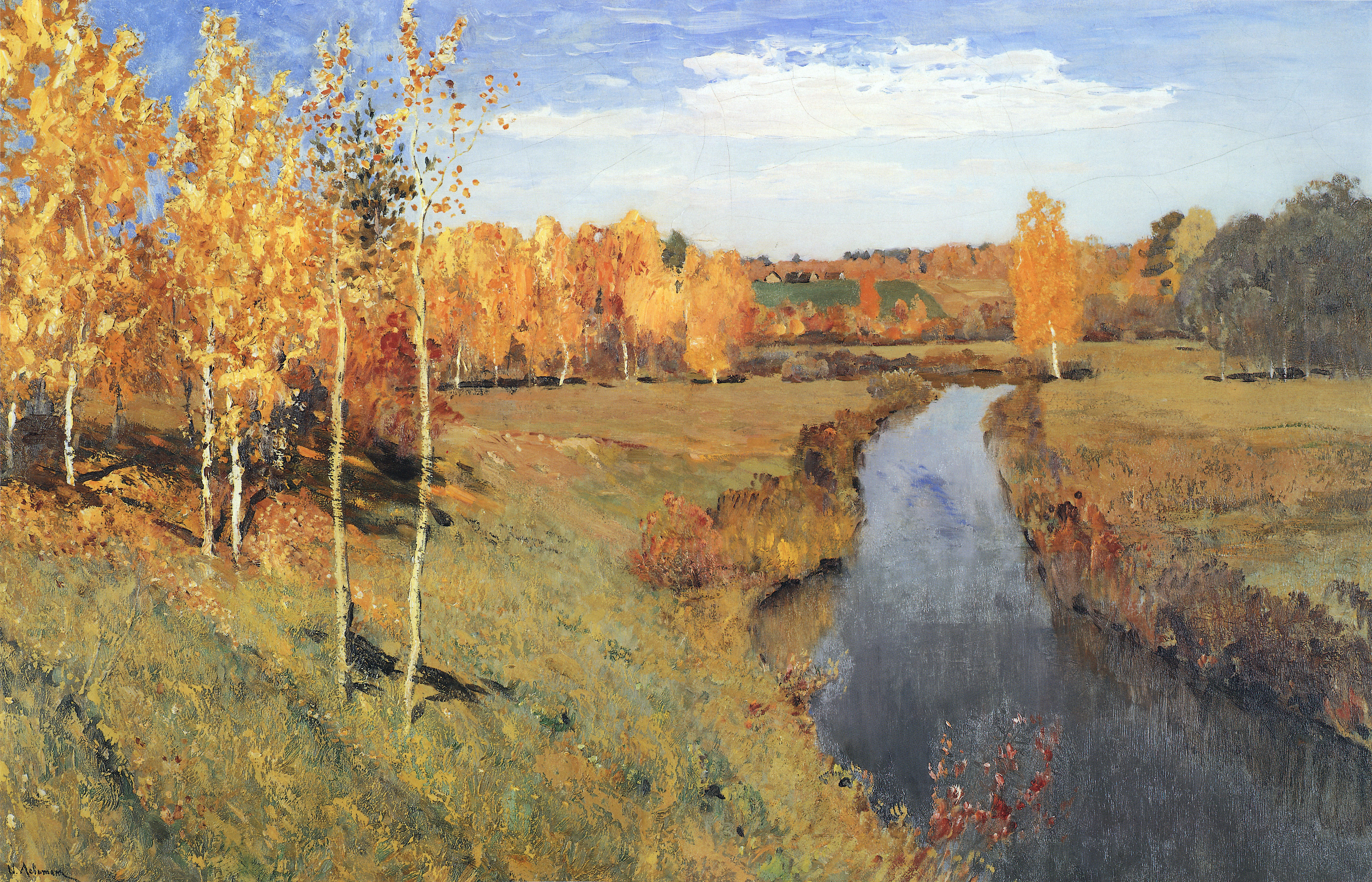
Levitán: Otoño dorado, 1895.

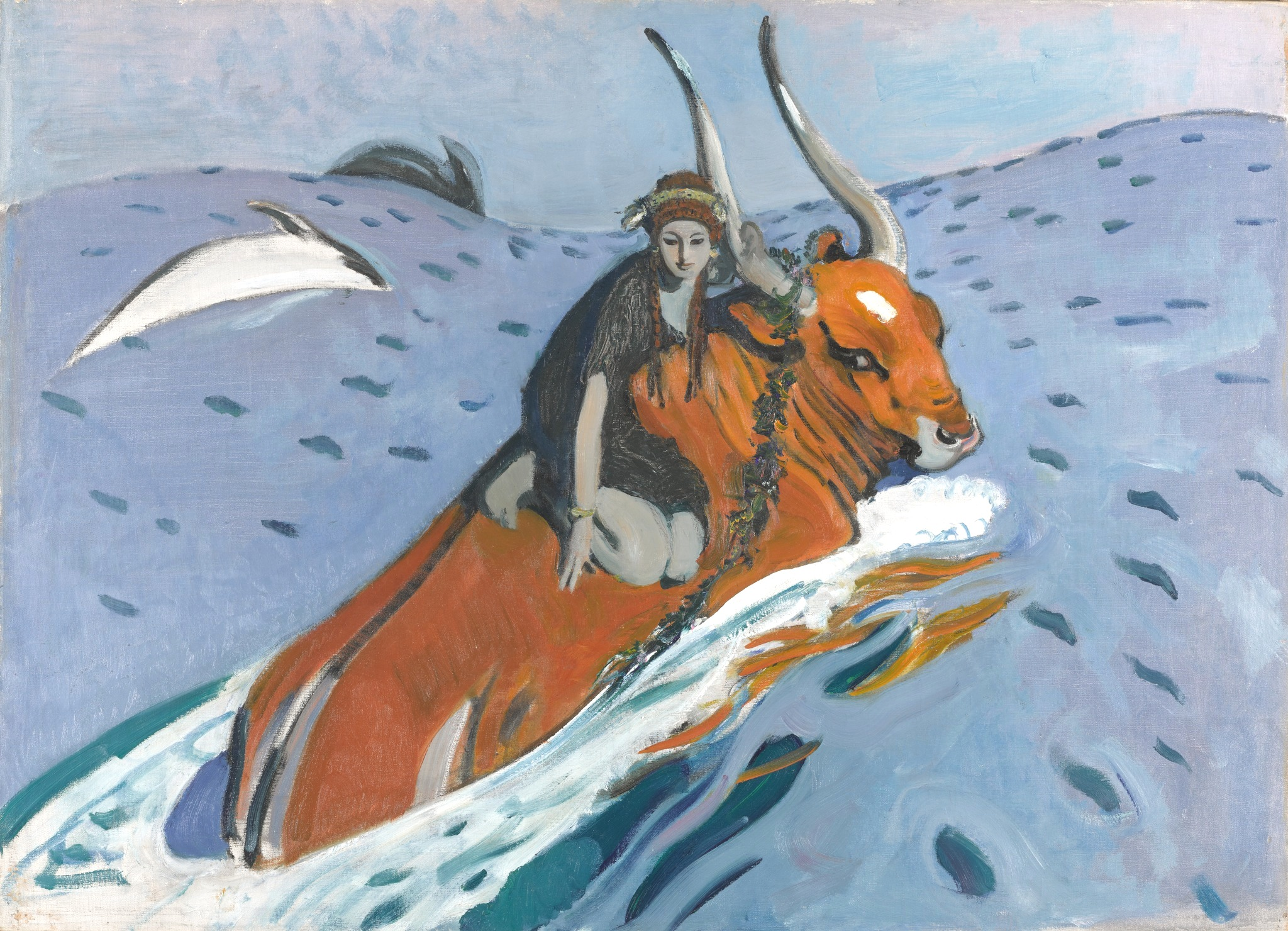
Serov: El rapto de Europa, 1910.

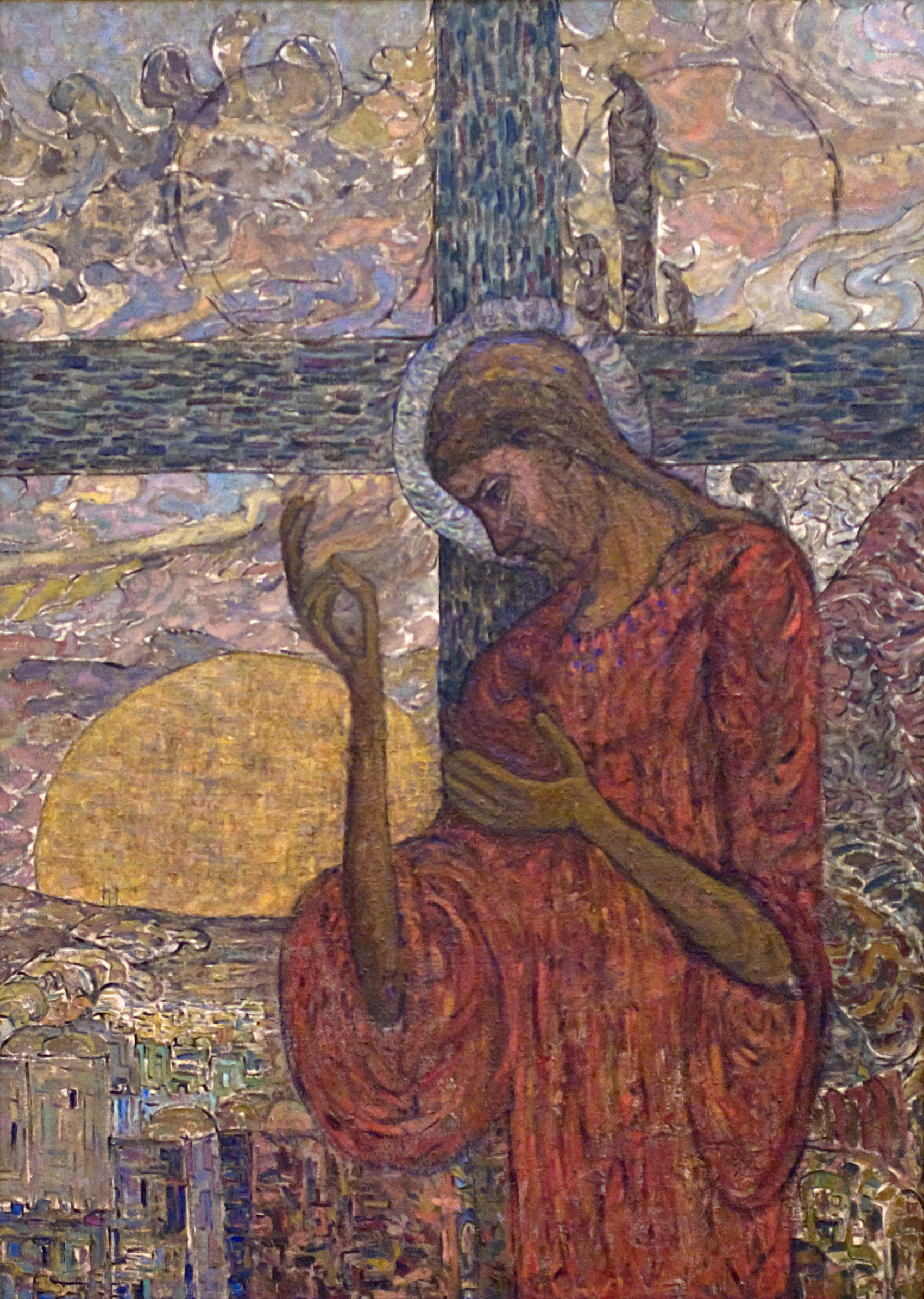
Vasili Denísov (1862-1922): Dor, 1904.

## Pintura de vanguardia
A finales del siglo XIX, hubo quienes defendieron unas ideas más liberales que los Peredvízhniki (Ambulantes), más abiertas a la influencia del arte occidental. Entre ellos estuvo el grupo llamado Mundo del Arte (Mir Iskusstva), fundado en 1889 por el pintor y escenógrafo Léon Bakst (1866-1924), Serguéi Diáguilev y Alexandre Benois. Mir Iskusstva es también el nombre de la revista que editaban. Atacaban la obsolescencia de los Peredvízhniki (Sociedad de exposiciones ambulantes) y el carácter antinatural de la sociedad industrial, y promovían la individualidad creativa y el espíritu Art Nouveau bajo una bandera positivista. Deseando hacer un arte accesible a todos, escogieron materiales más baratos como el gouache y la acuarela y redujeron la escala de sus trabajos. Konstantín Korovin, que además fue decorador y escenógrafo, (1861-1939) formó parte tanto del Círculo de Abrámtsevo como del Mundo del Arte; cultivó el género del paisaje y del retrato. Alumno de Repin fue Borís Kustódiev (1878-1927) que fue miembro del Mundo del Arte, la Sota de Diamantes y, tras la Revolución, de la Asociación de Artistas de la Rusia Revolucionaria. Realizó ilustraciones satíricas para periódicos como Ádskaya Pochta. Al grupo Mundo del Arte perteneció igualmente Konstantín Yuón (1875-1958), quien había expuesto con los Peredvízhniki, que tuvo una importante labor crítica y teórica; a partir de 1925 se integró en la Asociación de Artistas de la Rusia Revolucionaria. Kuzmá Petrov-Vodkin (1878-1939) también fue miembro del Mundo del Arte, con una obra muy original pionera en la pintura de vanguardia. El grupo Mundo del Arte se disolvió y fue sustituido por la Unión de Artistas Rusos, para después reaparecer con el antiguo nombre.
A principios del siglo XX, la cultura rusa se encontraba en un estado de febril efervescencia. Se adoptaron estilos modernos como el simbolismo o el impresionismo, y también revisitaron estilos históricos a través del neoprimitivismo, neogótico o neorromanticismo. Así, artistas como Konstantín Bogaevski, Nikolái Krýmov, Víktor Borísov-Musátov, Piotr Subbotin-Permiak, Natalia Nésterova, Vasili Denísov, Konstantín Korovin, Mijaíl Nésterov y Abram Arjípov crearon un puente entre la figuración académica y las artes visuales modernas, incluyendo importantes cambios en la técnica pictórica. Después penetraron en Rusia el cubismo, el expresionismo y el futurismo, que se combinaron con elementos nacionalistas para dar lugar a una nueva estética, hacia 1910, a la que se llama vanguardia rusa. En este momento, es la pintura rusa la que contribuye de manera trascendental al arte occidental a través de experiencias como el constructivismo, el suprematismo o el rayonismo, además de contribuir significativamente al nacimiento y teorización de la pintura abstracta con Kandinski.
En Vítebsk (hoy Bielorrusia) nació Marc Chagall, en el seno de una familia judía. Estudió en San Petersburgo y, después de la revolución, fue comisario de arte en Vítebsk. Tuvo un estilo muy original que mezclaba la influencia del judaísmo y la pintura rusa de iconos. Pasó la mayor parte de su vida en Francia, cuya nacionalidad adoptó y donde murió.

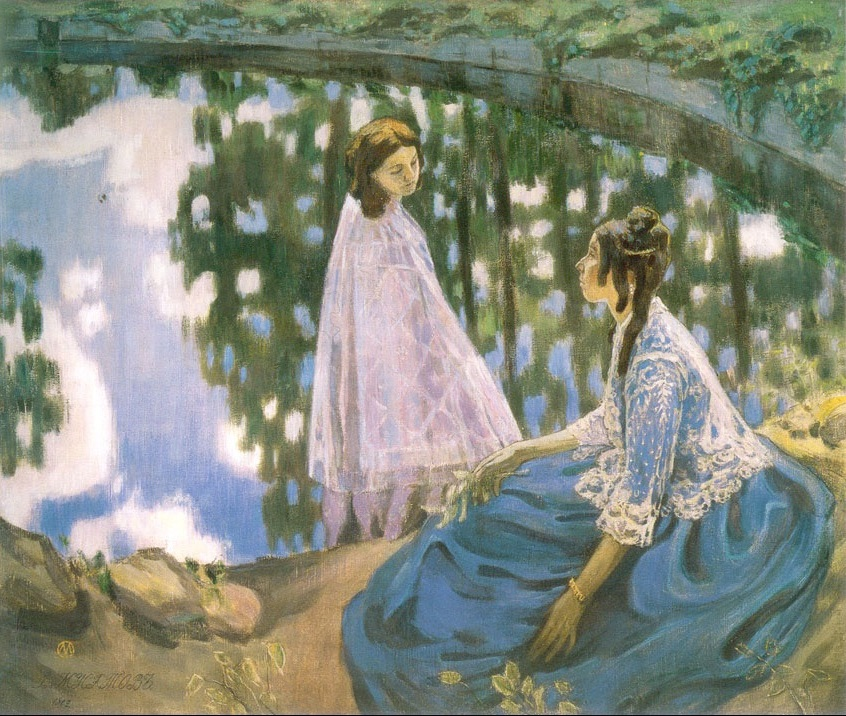
Víktor Borísov-Musátov (1870-1905): El lago, 1902.

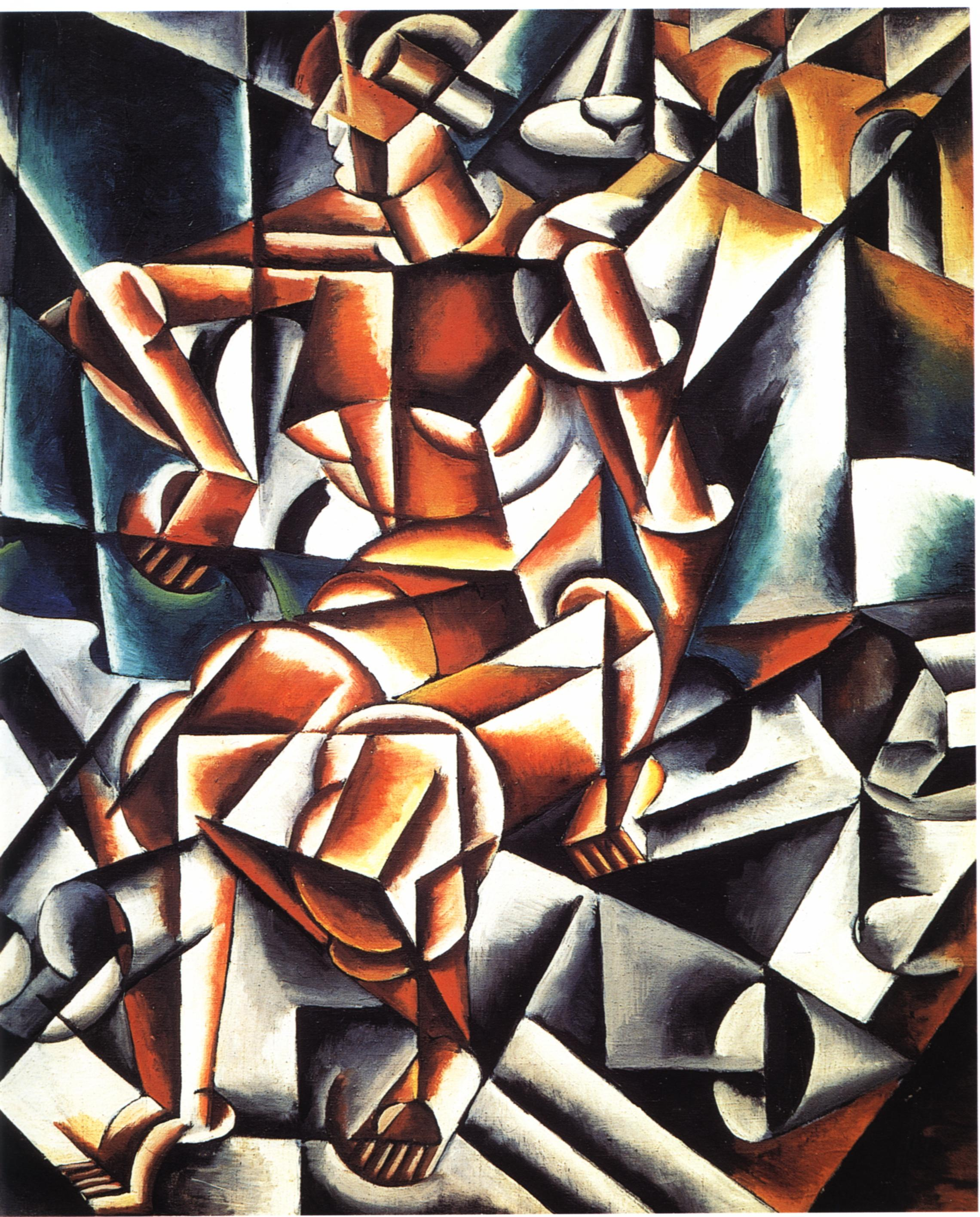
Liubov Popova (1889-1924): Arte+Hombre+Espacio, 1912.

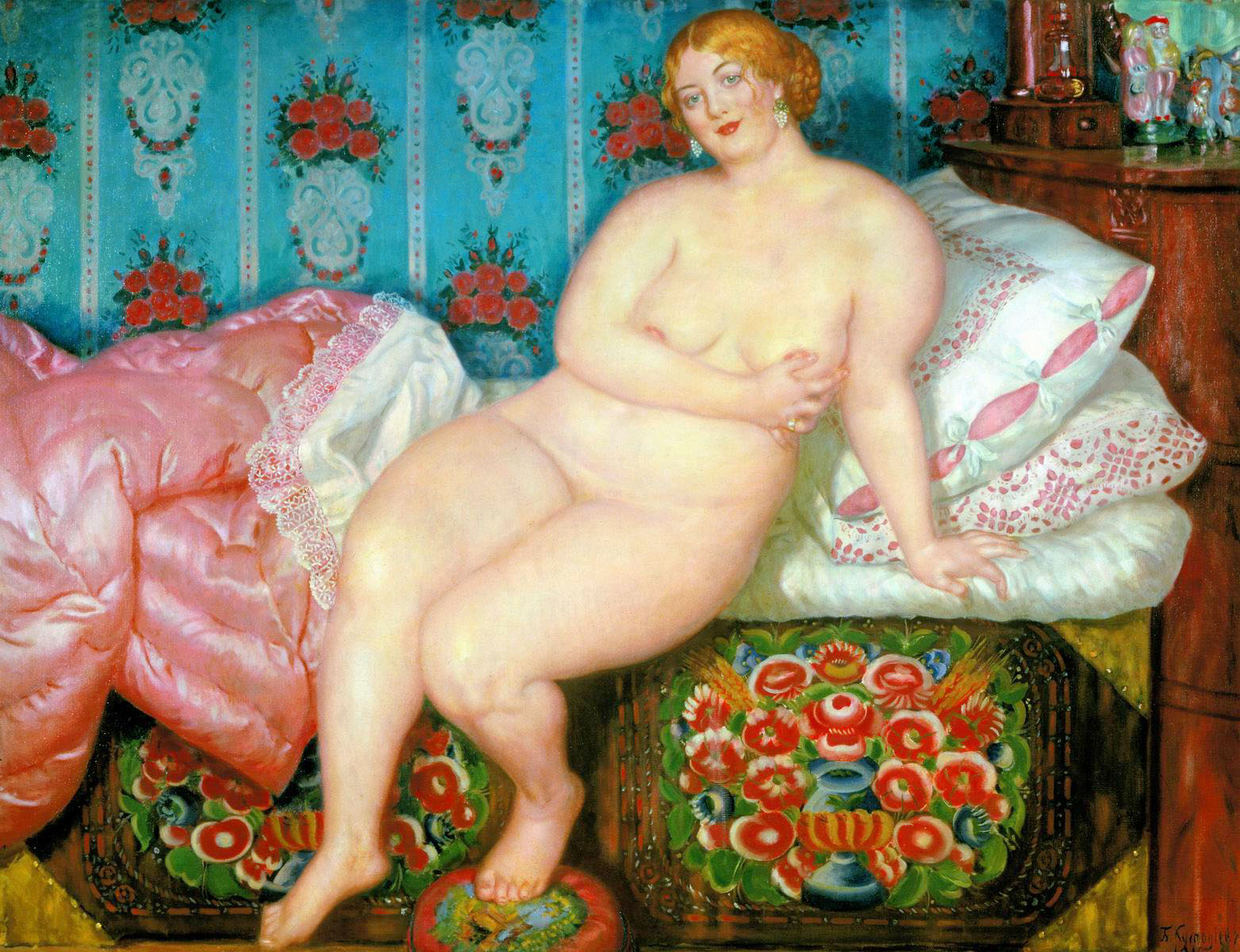
Kustódiev: La bella, 1915.

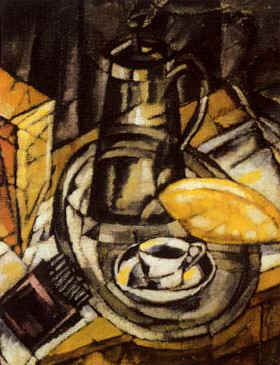
Piotr Subbotin-Permiak (1886-1923): Bodegón, 1921.

La obra de Vasili Kandinski ((Moscú, 1866-Neuilly, 1944) ilustra la llamada abstracción lírica. Estudió en Múnich, y su trabajo se incluyó después en el movimiento Der Blaue Reiter. Cuando estalló la Primera Guerra Mundial volvió a Moscú. En la URSS organizó la Academia de Ciencias Artísticas. De nuevo en Alemania, impartió clases en la Bauhaus (1922-1932) hasta que la llegada del nazismo le llevó a vivir a Francia, donde vivió hasta su muerte. La obra inicial de Kandinski estuvo dominada por el impresionismo, el fovismo y el cubismo. Pero en torno al año 1910 su obra se hizo cada vez más abstracta, combinando simplemente formas y colores, de manera geométrica. Se reputa a Kandinski ser el fundador de la pintura abstracta, pues se le atribuyen las primeras pinturas occidentales enteramente abstractas. Sus ensayos contribuyeron al desarrollo teórico de la pintura abstracta: De lo espiritual en el arte (1910), Del problema de la forma y Punto y línea sobre la superficie (1926).
Aleksandr Ródchenko (1891–1956), tras haber pintado sus tres monocromos (Amarillo puro, Azul puro, Rojo puro, 1918) y El Lissitzky, aprovecharon su conocimiento de la forma para ir avanzando hacia una concepción utilitaria del arte. Ródchenko creó el movimiento no-objetivista (1915), análogo al suprematismo. Lázar Lissitzky, llamado El Lissitzky (1890-1941) ilustró libros, luego, inspirado por el constructivismo y el suprematismo, realizó obras de vanguardia como los Proun. Paralelamente, Vladímir Tatlin (1885-1953) creó con sus relieves abstractos una de las primeras formulaciones de lo que se llamaría el constructivismo. Partió de las formas cubistas, para desarrollar una obra abstracta en tres dimensiones. Otras figuras de renombre serían Vladímir Maiakovski, Varvara Stepánova y Liubov Popova.
Con Kandinski estudió Aristarc Lentulov (1882-1943), quien formó parte del grupo la Jota de Diamantes y expuso con el Mundo del Arte. En los años treinta, bajo las teorías artísticas de estalinismo dejó la abstracción y se orientó hacia lo figurativo.
El cubismo está representado por Aleksándr Archipenko (Kiev, 1887- Nueva York, 1964), quien inventó la «archipintura», pinturas móviles; desde los años veinte vivió y trabajó en los Estados Unidos.
Por su parte, Mijaíl Lariónov (Tiraspol, cerca de Odesa, 1881-Fontenay-aux-Roses, 1964) y Natalia Goncharova (1881-1962), compañeros sentimentales que trabajaron juntos, llevaron hasta la abstracción pura su método de transcripción del fenómeno luminoso, al que denominaron rayonismo y que empezó en Rusia en el año 1910. El rayonismo partía de otras tendencias precedentes, en particular el cubismo, el orfismo y el futurismo. 
Tras haber sido el principal representante del cubo-futurismo, Kazimir Malévich (Kiev, 1878-Leningrado, 1935) rompió radicalmente con todas las viejas concepciones del arte al pintar en 1915 Carré noir, que dio lugar al suprematismo. Pasó por el postimpresionismo, el neoprimitivismo, el cubismo y luego contactó con el futurismo y Der Blaue Reiter. Escribió el Manifiesto del suprematismo (1915), así como Del cubismo al suprematismo. En los años treinta abandonó la abstracción y volvió a la pintura figurativa. Las propuestas suprematistas son las más radicales de la vanguardia rusa, pues llevaron la abstracción geométrica a extremos de simplificación en obras radicales como Cuadrado negro sobre fondo blanco. Otros participantes fueron Aleksandra Ekster, Olga Rozanova, Nadezhda Udaltsova, Anna Kagan, Iván Kliun, Liubov Popova, Nikolái Suetin, Iliá Chashnik, Lázar Khidekel, Nina Genke-Meller, Iván Puni y Ksenia Boguslavskaya. 
El gran público no recibió con facilidad estas obras, acostumbrado como estaba al arte académico y a un modernismo moderado. Estos movimientos de vanguardia buscaban no sólo una nueva sensibilidad sino también un arte con función social positiva, libre de las convenciones del arte burgués. Por eso, cuando estalló la Revolución de 1917 los apoyó tanto el gobierno revolucionario a través de Anatoli Lunacharski, que encabezaba el Comisariado Popular de Educación, como los movimientos literarios que deseaban colocar el arte al servicio del proletariado, como el Proletkult. En la primera década posterior a la Revolución se originó un extraordinario movimiento de vanguardia en todas las artes, los artistas tuvieron una amplia libertad de acción, el debate sobre el nuevo papel de las artes permanecía candente y la tónica fue el experimentalismo. Pero llegó un momento en que el apoyo oficial cesó. El Partido Comunista, ya firmemente instalado en el poder, consideró necesario crear nuevas reglas para el arte nacional. En 1928 todas las instituciones culturales independientes fueron cerradas, Lunacharski fue destituido y se inició la elaboración de un nuevo programa oficial para la cultura rusa.

## El realismo socialista
Una vez establecido el nuevo régimen, las innovaciones artísticas de la vanguardia rusa se vieron con sospecha, al haber surgido antes de la Revolución, y se consideraba que posiblemente era arte decadente y burgués. Además, muchos miembros del PCUS, como gran parte de la población, no apreciaban las estéticas de vanguardia, rechazaban una abstracción que no comprendían y que no les parecía útil como ilustración doctrinaria. Es significativo que la última exposición de vanguardia se celebrase en Leningrado entre noviembre de 1932 y mayo de 1933: Malévich presentó en ella obras figurativas muy esquematizadas, personas privadas de rostro contra paisajes vacíos.
La nueva política se oficializó en 1932 cuando Stalin promulgó el decreto Sobre la reconstrucción de las organizaciones literarias y artísticas. Sus directrices se impusieron incluso con violencia, castigándose severamente al que se rebelara. Las restricciones hicieron que muchos intelectuales y artistas emigraran a otros países. Tras la Segunda Guerra Mundial, el arte de Occidente fue declarado de nuevo nocivo y varios pintores enviados al exilio a Siberia. Aunque tras la muerte de Stalin se atenuó el rigor, incluso en los setenta podía, sin previo aviso, clausurarse una exposición y destruirse las obras expuestas.
Lo que se pretendía era glorificar la lucha del proletariado por el progreso y el logro de una sociedad socialista ideal. Según el Estatuto de la Unión de Escritores Soviéticos, de 1934, el realismo socialista debía ser una representación artística históricamente fiable de la realidad en su desarrollo revolucionario. Debía tener un carácter educativo de transformación ideológica de los trabajadores en el espíritu del socialismo. Gorki, decretó que la obra socialista debía tener cuatro características esenciales. Sería: 
- Proletaria, o sea, relevante y comprensible para el trabajador;
- Típica, mostrando escenas de la vida cotidiana del pueblo;
- Realista, en el sentido representacional, figurativa y verídica;
- Partidaria, apoyando los ideales del Estado y del Partido.[47]

Como el proletario era el centro de esa nueva sociedad, se volvió de nuevo un objeto digno de estudio, como en la época romántica o la de los Ambulantes. También el líder de ella debía ser elogiado y representado de manera exaltada, junto con ambientes fabriles y campesinos. Siendo ahora el Estado el único mecenas, todo artista se volvía un empleado de la maquinaria estatal, y la pintura, asociándose a las artes gráficas, frecuentemente fue reproducida en gran escala en carteles propagandísticos.
El realismo socialista fue figurativo y de talante optimista. En cuanto a su veracidad histórica, es más bien irreal, incurriendo en excesos a la hora de representar la fuerza, las virtudes o la alegría y contentamiento del proletario. Las opciones eran limitadas, y el estilo pronto se hizo repetitivo, decayendo su calidad. No había lugar a las obras experimentales, que se proscribían por ser consideradas decadentes, obscenas, vulgares, formalistas, pesimistas o degeneradas, y por lo tanto, desde el principio, anticomunistas.
Muchas son las críticas que se le han hecho al realismo socialistas: la destrucción de la cultura nacional, imponiendo una artificial; la abolición de los lazos orgánicos entre el creador y la obra, sustituidos por un programa apriorístico; la obligatoriedad de tratar unos temas determinados; el aislamiento del arte ruso respecto a las tendencias contemporáneas en el resto de Europa; la supresión de la espontaneidad e individualidad creadora. Pero, por encima de todo, se condena la represión a aquellos que se desviaban de la norma: pequeños detalles podían llevar a un artista al exilio o la muerte.
No obstante, parte de este arte alcanzó un alto nivel, tanto estético como ético y técnico. Muchos de los pintores habían sido formados en la Academia, y muchos también se adhirieron a estos principios de buena voluntad, por encontrarse en sus ideales individuales. Entre sus representantes más típicos estaban Izaak Brodski, Kuzmá Petrov-Vodkin, Georgi Riazski, Borís Ioganson, Aleksándr Gerasimov, Aleksándr Moravov, Iván Vladímirov, Borís Vladímirsky, Karp Trojimenko, Tarás Gaponenko, Aleksándr Laktionov, Piotr Dobrinin, Alekséi Nesterenko, Valentín Lisenkov, Vasili Ivánov, Vladímir Krijatski, Mijaíl Bozhie, Vasili Saicenko y Nikolái Terpsijorov.

## La renovación de la pintura rusa
A la muerte de Stalin en 1953, el realismo socialista comenzó a ser atacado por el propio Partido Comunista en aspectos como el culto a la personalidad. Artistas que hicieron carrera siguiendo sus dictámenes, como Aleksandr Gerásimov, autor de retratos idealizados de Iósif Stalin, perdieron sus cargos oficiales, y otros que habían sido proscritos, como Kuzmá Petrov-Vodkin, fueron rehabilitados. Pero esta nueva atmósfera de libertad no logró grandes avances, y el realismo socialista siguió siendo la directriz principal en pintura. 
Los artistas disidentes, que fueron conocidos como los inconformistas, siguieron trabajando en gran medida en la oscuridad y el aislamiento, aunque en ese momento se sintieron unidos en torno de un propósito común. No eran un grupo organizado ni tenían una propuesta estética unificada. Pero tenía un objetivo común: desmitificar el idealismo artificial y autoritario del arte estatal, que no reflejaba la realidad como pretendía. Hubo grupos inconformistas en Moscú, San Petersburgo y otras ciudades. En los setenta las autoridades los aceptaron, si bien de manera limitada. No había mercado para ellos, y sólo una mínima parte de sus trabajos lograba exponerse. El coleccionista estadounidense Norton Dodge, con ayuda de diplomáticos extranjeros y autoridades locales tolerantes, adquirió clandestinamente un gran acervo de más de diecisiete mil obras entre 1956 y 1986, que instaló en el Museo de Arte Jane Voorhees Zimmerli de la Universidad de Rutgers, en los Estados Unidos. Entre los inconformistas estuvieron Erik Bulátov, Lidia Masterkova, Koriún Nahapetián, Vladímir Nemujin, Aleksándr Rappoport, Yevgueni Rujin, Vasili Sítnikov, Oleg Vasíliev, Vladímir Yankilevski y Anatoli Zvérev. En esa misma década de los setenta surgieron los conceptualistas rusos, centrados en Moscú, que trabajaban los principios del arte conceptual. Entre ellos estaban el ya mencionado Erik Bulátov, Ilyá Kabakov, Komar y Melamid, Andréi Monastyrski y Víktor Pivovárov.
Con la apertura gradual de la política de la Unión Soviética en los ochenta, que finalmente condujo a la desintegración de todo el bloque comunista, todo el programa oficial de arte también se derrumbó. Artistas como R. Bichuns, P. Torda, D. Zhilinski, E. Shteinberg, M. Romadin, M. Leis y V. Kalinin fueron ampliamente reconocidos. Se abrió definitivamente Rusia a los avances del arte occidental contemporáneo y hubo una rápida expansión en el panorama de la pintura rusa, un fenómeno que continúa hasta hoy en día.

## Otras tradiciones pictóricas
Existen en Rusia otras tradiciones pictóricas, apartadas de la pintura convencional, como las miniaturas laqueadas y la pintura primitiva o folclórica.

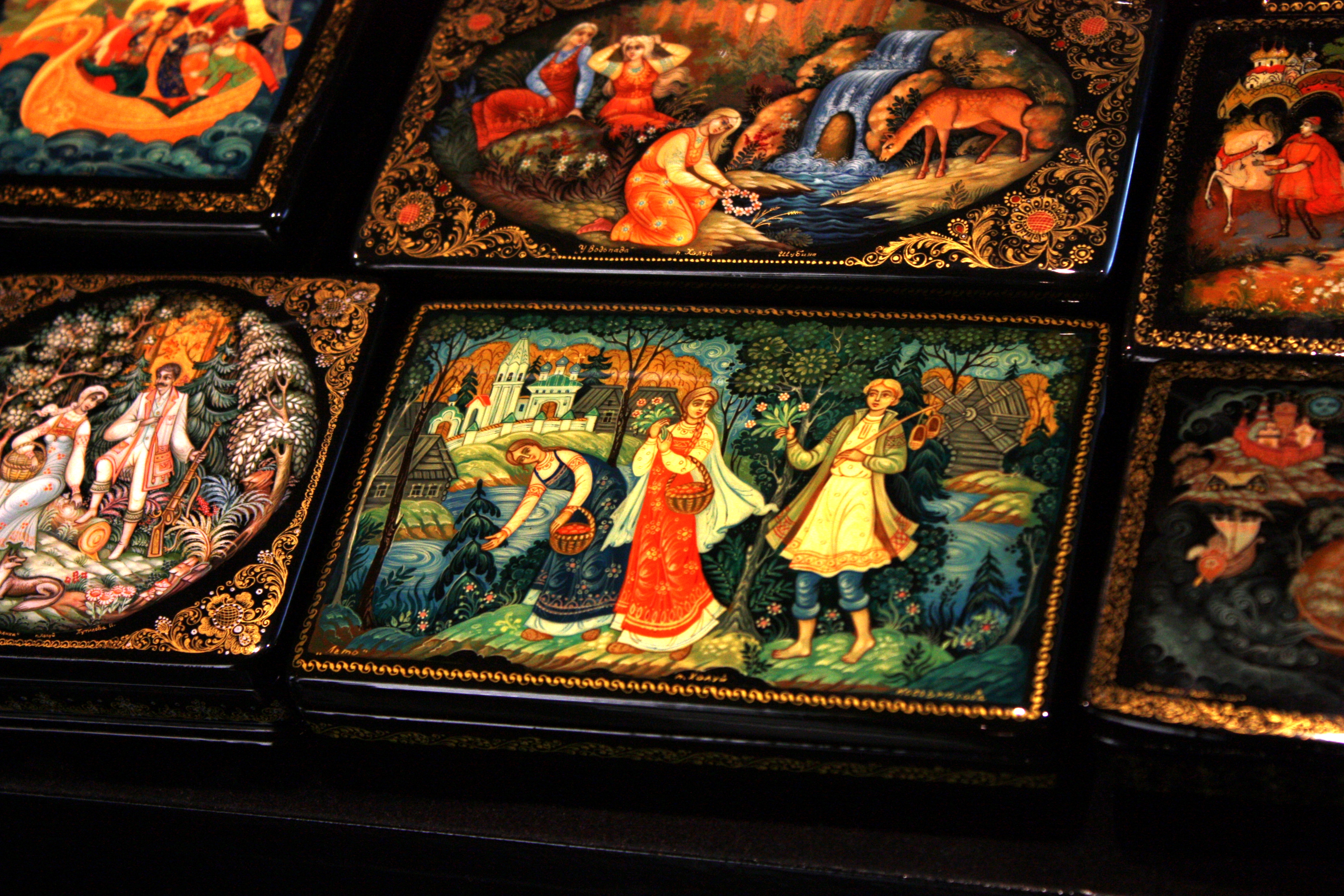
Miniatura de Fedóskino.

Las miniaturas laqueadas surgen en el siglo XVIII en torno a la ciudad de Fedóskino, de ahí que también se las conozca como «miniaturas de Fedóskino». Se trata de pinturas, normalmente sobre papel maché, utilizando no sólo óleo sino ricos pigmentos como madreperla, polvo de metales preciosos, de manera que crea el efecto de un brillo plateado. Su momento álgido fue el siglo XIX. Los temas son variados: paisajes, escenas de caza, composiciones florales y retratos, pero sobre todo se preferían escenas de leyendas rusas y escenas de género locales, como bebedores de té con samovares, troikas y escenas de la vida campesina rusa. Otros importantes centros de producción además de Fedóskino son Jolui, Zhóstovo, Mstiora y Pálej. La pintura de Fedóskino contemporánea conserva los rasgos típicos del arte folclórico ruso.

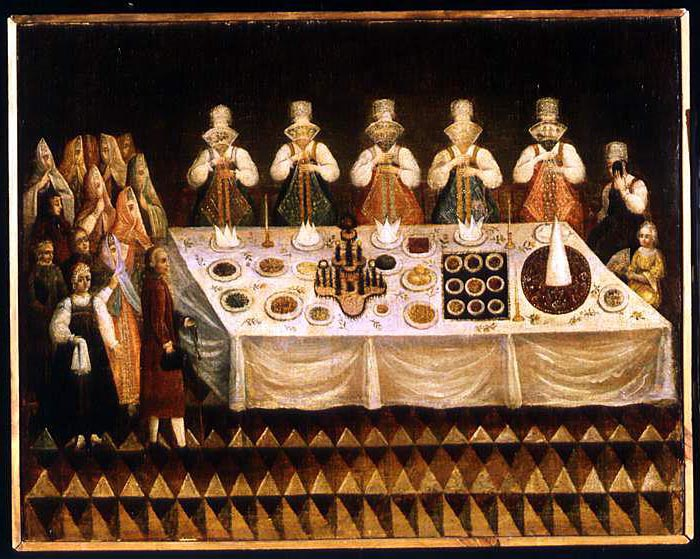
Anónimo del : Boda en Toropets

Luego hay una pintura popular, primitiva, ingenua y folclórica que comenzaron a aparecer a principios del siglo XVIII. Los artistas primitivos, anónimos, que estaban fuera de las escuelas estatales, repetían modelos formales precedentes, usando técnicas tradicionales. Tenían algún conocimiento del arte por trabajar muchas veces para la nobleza rural, quienes deseaban imitar a la nobleza urbana dotando de obras de arte sus mansiones. Desarrollaron un retrato derivado de la tradición de los parsunas.
Estos artistas populares pueden distinguirse, aunque no con facilidad, de los ingenuos o «naïf», quienes eran artistas cultos, no del pueblo, pero que creaban un estilo único y extravagante que luego repetían como una fórmula. Los naïf aparecen a finales del siglo XIX y la llegada del comunismo tuvo un fuerte impacto sobre ellos, multiplicándose este tipo de obras.
Todos estos artistas al margen del arte oficial, los primitivos y los naïf, han recibido recientemente mayor atención del gobierno y los coleccionistas, con museos dedicados a la preservación y difusión de estos trabajos.